# Александрово-Щапово

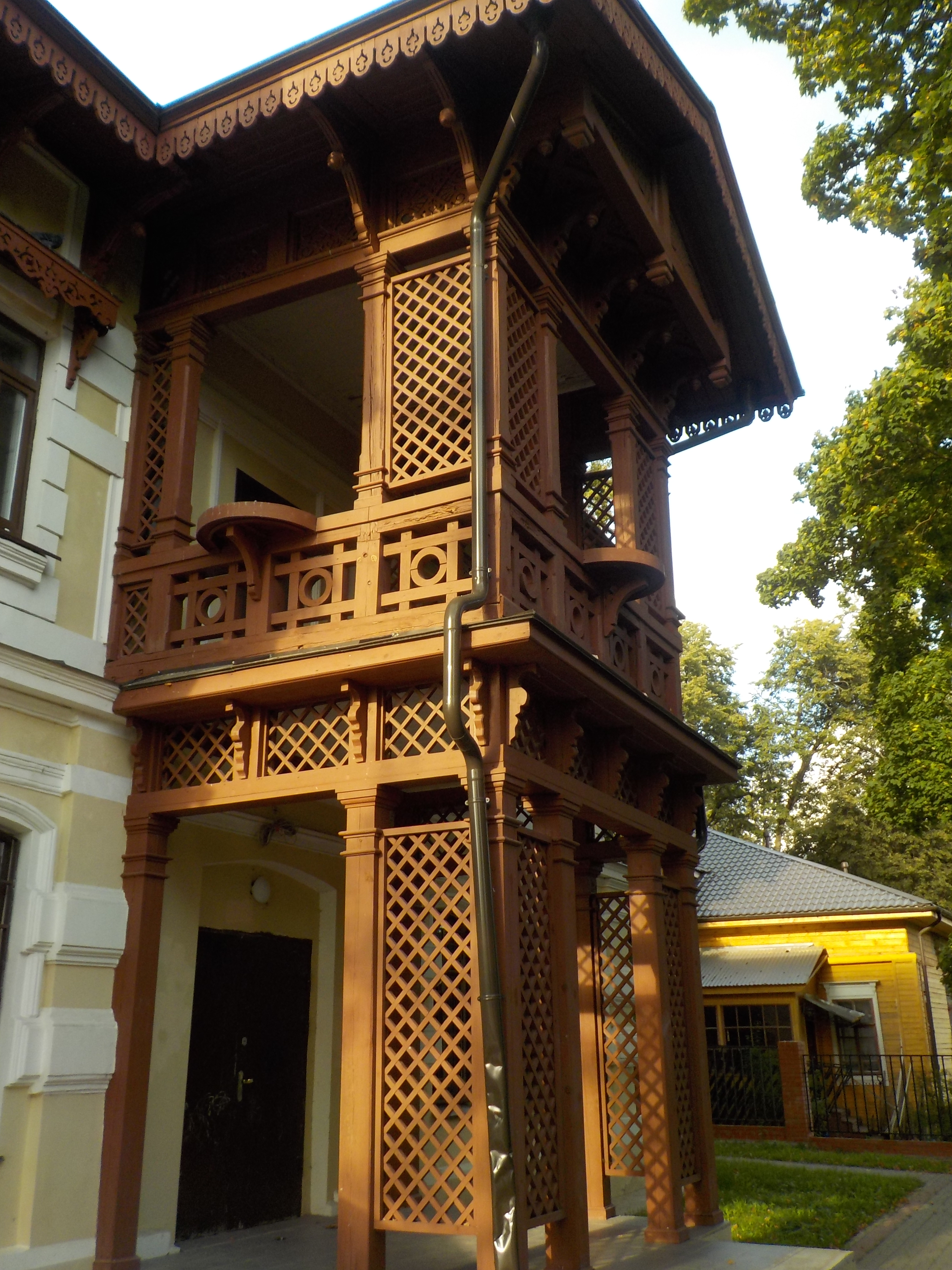
Крыльцо главного дома усадьбы

Александрово-Щапово — усадьба, расположенная в посёлке Щапово Троицкого административного округа Москвы.

## Происхождение названия
Происхождение названия села Александрово доподлинно неизвестно, но топонимика связывает такие названия с именами тех, кто первым поселялся в этом месте, основав «деревню» — сельскую усадьбу в лесу («в деревьях»). Это мог быть некто Александр, но не простой крестьянин (среди них были распространены уменьшительные имена, от которых происходили названия типа Санино, Алексино и др.), а скорее представитель власти.

## История
Достоверно известно что село Александрово существует, как минимум с начала XVII века. В Москве, в Архиве древних актов, хранятся Писцовые книги (рукописные сборники). В одной из них — запись 1607 года, упоминающая «село Александровское в Молоцком стане Московского уезда», когда то село «почели селить». После окончания в 1612 году Смутного времени боярин Василий Петрович Морозов закладывает в своей вотчине в честь победы над поляками новое село, где на высоком месте, над речкой Лубенкой ставит церковь в честь Успения Пресвятой Богородицы. Судя по тем же Писцовым книгам 1627 г. о передаче села, принадлежавшего Морозовым, Морозов отдает Александрово в качестве приданого своей дочери Марии, вышедшей замуж за Андрея Васильевича Голицина.
Это одно из древнейших населённых пунктов в Подольском районе. В Музее усадьбы Щапово можно видеть части надгробных плит, разбитых при ликвидации кладбища при церкви в 1930-х гг. и использованных как булыжник для мощения дороги. По оформлению и орнаменту («волчьи зубы») эти плиты чётко относятся ко времени царствования Ивана Грозного — второй трети XVI в.
Усадьба Александрово, с 1920-х годов получившая название Щапово (территория имения И. В. Щапова, последнего владельца усадьбы, названа посёлком Щапово), расположена на территории, заселенной с начала II тысячелетия славянскими племенами — вятичами. Вскрытые поселения и курганы датируются XIII — XIV вв. Первое её упоминание в форме «село Александровское» с «Двором боярским» и деревянной церковью Успения Пресвятой Богородицы относится к началу XVII в., но судя по найденным фрагментам надгробных плит местного кладбища времени царя Ивана Грозного, при реставрации в 2005 г. моста через овраг, построенного в 1903 г., усадьба существовала уже в третьей четверти XVI в.. Надгробные плиты XVI в. предполагают существование в то время кладбища. Такое кладбище известно при церкви Успения, в 100 м от этого моста.

## Владельцы

### Морозовы
Впервые село Александрово упоминается в Писцовых книгах 1627 года, где сказано, что боярин Василий Петрович Морозов отдал свою старинную вотчину «село Александровское» в приданое дочери Марии, выданной за князя Андрея Васильевича Голицына. Год свадьбы точно не известен (есть только предположение, что 1607), известно лишь, что до 1611 года. Его первый известный владелец боярин Василий Петрович Морозов играл активную роль в политической жизни России Смутного времени, участвовал в организации Второго ополчения князя Дмитрия Пожарского и Кузьмы Минина, в выборах нового царя Михаила Федоровича и провозглашал его имя с Лобного места на Красной площади в феврале 1613 г. Андрей Васильевич Голицын с 1597 года — боярин при царях Федоре Иоанновиче, Дмитрии Самозванце, Василии Ивановиче Шуйском. С 1603 по 1605 год он был воеводой в Тобольске, затем в Кашире. В начале XVII в. патриарх Гермоген называл боярина Василия, наряду с Михаилом Романовым, кандидатом на царский престол, затем вместе с князем Дмитрием Пожарским он был среди ведущих деятелей освобождения Москвы в 1612 г. и избрания новой династии Романовых. Сын Андрея Васильевича и Марии Васильевны, умер рано. А в 1611 году Голицын был убит в Москве поляками.

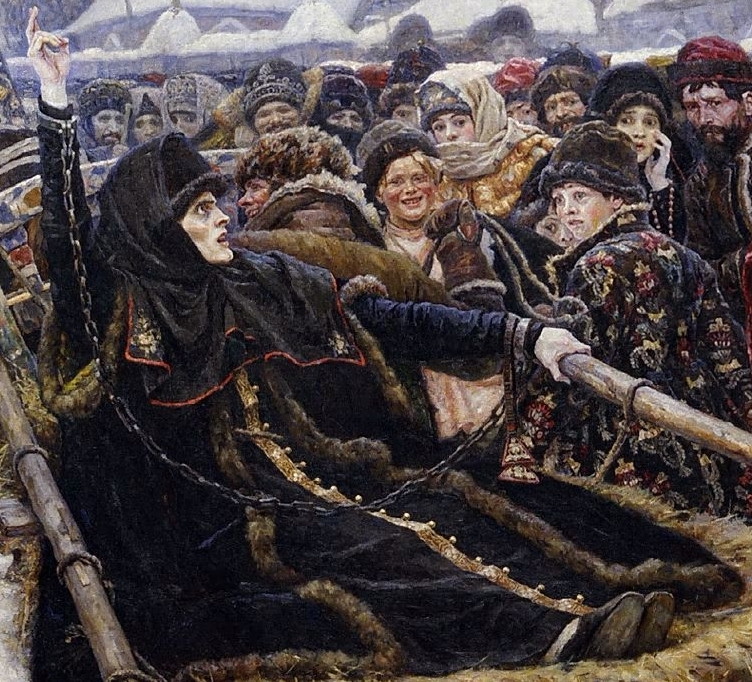
Фрагмент картины «Боярыня Морозова»

После смерти Андрея Васильевича Голицына, владельцем Александрово стал брат Марии Васильевны — боярин Иван Васильевич Морозов, а затем его сын — боярин Михаил Иванович Морозов. В 1646 г., при Иване Васильевиче, в Александрово, существовала церковь, двор боярский, 20 дворов крестьян и бобылей (крестьян без земельного надела).
Из трёх сыновей Ивана Васильевича Морозова наиболее знаменит средний — Борис Иванович Морозов. Перед смертью Михаил Федорович Романов поручил Борису Ивановичу заботу о сыне Алексее. Борис Иванович был воспитателем юного царя. Первые три года царствования Алексея Михайловича Борис Иванович Морозов фактически управлял государством. Он был женат на сестре первой жены царя Алексея Михайловича — Анне Ильиничне Милославской. Тем самым он добился того, чего хотел — родства с Алексеем Михайловичем.
Другой сын — Глеб Иванович — ничем не прославился, а вот его вторая жена навсегда вошла в русскую историю. Это знаменитая раскольница, сподвижница протопопа Аввакума — боярыня Феодосия Прокофьевна (урожденная Соковнина). Её вместе с родной сестрой — боярыней Урусовой уморили голодом в подземной тюрьме города Боровска в 1672 году. Художник В. И. Суриков увековечил её в картине «Боярыня Морозова», хранящейся в Третьяковской галерее.
После смерти Михаила Ивановича, селом в 1678 г. недолго владела его вдова, Домна Семёновна. Детей у них не было, и село, вотчина Морозовых, в 1680 году перешло в казну, будучи причисленным к дворцовому ведомству.

### Грушецкие

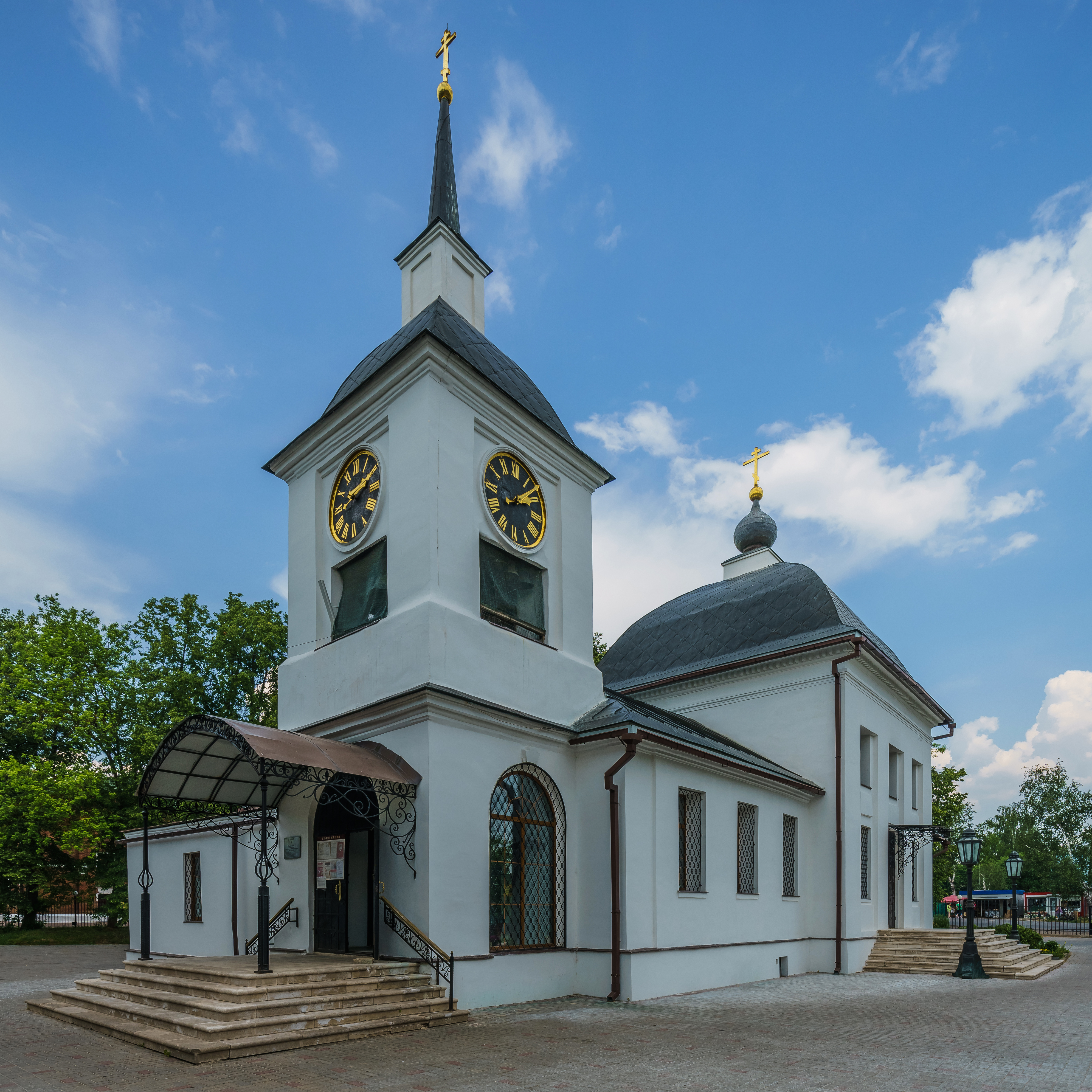
Церковь Успения Богородицы, построенная В. В. Грушецким

Значительный след в истории усадьбы оставили владевшие ею с конца XVII по начало XIX веков стольники, а затем военные деятели Грушецкие.
В 1681 году царь Федор Алексеевич пожаловал село Александрово двоюродным братьям своей недавно умершей жены, царицы Агафьи Семёновны Грушецкой (1663 — 14.06.1681), Михаилу и Василию Фокичам Грушецким, комнатным стольникам. Василий Фокич умер бездетным, и имение отошло к Владимиру Михайловичу Грушецкому(1710—1754), как старшему сыну Михаила Фокича. Владимир Михайлович Грушецкий — обер-кригс-комиссар, женат был на Анне Александровне Милославской.
Со временем всё имение перешло к сыну Владимира Михайловича, Василию Владимировичу Грушецкому (1743 — 4.04.1813), генерал-поручику, сенатору, действительному тайному советнику, кавалеру орденов, участнику присоединения Крыма к России в Русско-турецкой войне, деятелю екатерининского времени, который был близок ко двору императрицы Екатерины II. Женат Василий Владимирович был на княжне Евдокии Васильевне Долгоруковой, дочери князя Долгорукова-Крымского, генерал-аншефа, прославившимся взятием Перекопа и Кафы (Феодосия). Ему так же принадлежал дом в Москве, на ул. Воздвиженка, 9, который отошёл затем к его дочери, Прасковье, продавшей этот дом в 1816 году князю Николаю Сергеевичу Волконскому, владевшему им в продолжении пяти лет, отчего дом также известен в Москве, как главный дом усадьбы князей Волконских, или как «дом Болконских» из «Войны и мира».
При Василии Владимировиче Грушецком усадьба достигла наибольшего расцвета, именно с ним и связана современная планировка усадьбы. Всё в ней было перепланировано в духе своего времени. Появился липовый парк, с тремя прудами каскадом и ручьем (нынче обмелевшим) в овраге с белокаменным ложем. Новый усадебный дом был построен в стороне от церкви за обмелевшей речкой, через которую был сделан каменный мостик. Одна сторона дома выходила в регулярный липовый парк, а другая была обращена к большому овальному пруду с искусственным островком. Перед домом был цветник. За парком находились оранжереи с редкими цветами и южными плодовыми деревьями. В 1779 году вместо деревянной церкви, Грушецкий строит каменную церковь Успения Богородицы. Это здание, состоящее из двухсветного апсидального храма и двухъярусной колокольни с курантами, соединённых пониженной трапезной в три окна. Завершает здание купол, с квадратным трибуном и фигурной главой. В указе Синода о строительстве нынешней кирпичной церкви Успения 1779 года сказано, что она должна быть построена рядом со старой и в неё должны быть перенесены иконы и другие священные предметы. Усадьба в своей центральной части сохранила планировку второй половины XVIII века, созданную владельцем Василием Владимировичем Грушецким.
Здесь прокатилась война 1812 года. В 1812 году в Александрове и его окрестностях были сражения с французами, о чём свидетельствуют находимые здесь ядра и другое оружие. По преданию, в селе был и сам Наполеон(но документально не подтверждено, во всяком случае, в 1812 году, французы в селе точно стояли, возможно ещё и поэтому дом прозвали «наполеоновским»). Затем, в так называемом, «наполеоновском» усадебном доме был штаб корпуса генерал-лейтенанта графа А. И. Остермана-Толстого. Дом не сохранился, будучи разобранным в 2000 году, так как представлял опасность после отселения жильцов и многочисленных поджогов.
Затем имение (как и дом в Москве), перешло к младшей дочери, Прасковьи Васильевне, вышедшей за недавно овдовевшего тайного советника, известного писателя и ученого, посланника в Гамбурге и в Мадриде, дипломата, сенатора, члена Академии наук, действительного камергера и кавалера орденов Ивана Матвеевича Муравьева-Апостола — отца четырёх дочерей и троих сыновей — будущих декабристов Матвея, Сергея и Ипполита. У Муравьёвых-Апостолов были и другие имения для летнего пребывания, и большую часть времени семья жила в Москве, и в апреле1815 года, Прасковья Васильевна, продала доставшееся ей в 1813 году от отца село Александрово, бригадиру Ивану Степановичу Арсеньеву. Среди свидетелей этой купчей подписался и московский сосед Муравьевых-Апостолов — Василий Львович Пушкин — дядя поэта. Таким образом, Грушецкие владели имением 134 года. Похоронена чета Грушецких на Донском кладбище Донского монастыря в Москве, участок № 2.
Строительство и благоустройство XVIII века сохранились лишь частично. Фундамент господского дома того времени был обнаружен около строения начала XX века — «дома управляющего». Последующие владельцы строили свои дома на других местах. Храм 1779 года, закрытый в 1930-х годах, восстановлен, и в нём сегодня проводятся службы. Парк в урезанном виде и пруды с земляными дамбами XVIII века также до сих пор существуют. В 2005 году, когда от многолетнего мусора был очищен овраг, на дне его было обнаружено белокаменное русло ручья и каменный мостик, переброшенный через ручей. Как считают специалисты, такие гидротехнические сооружения в других местах не сохранились.

### Арсеньев Н. В.

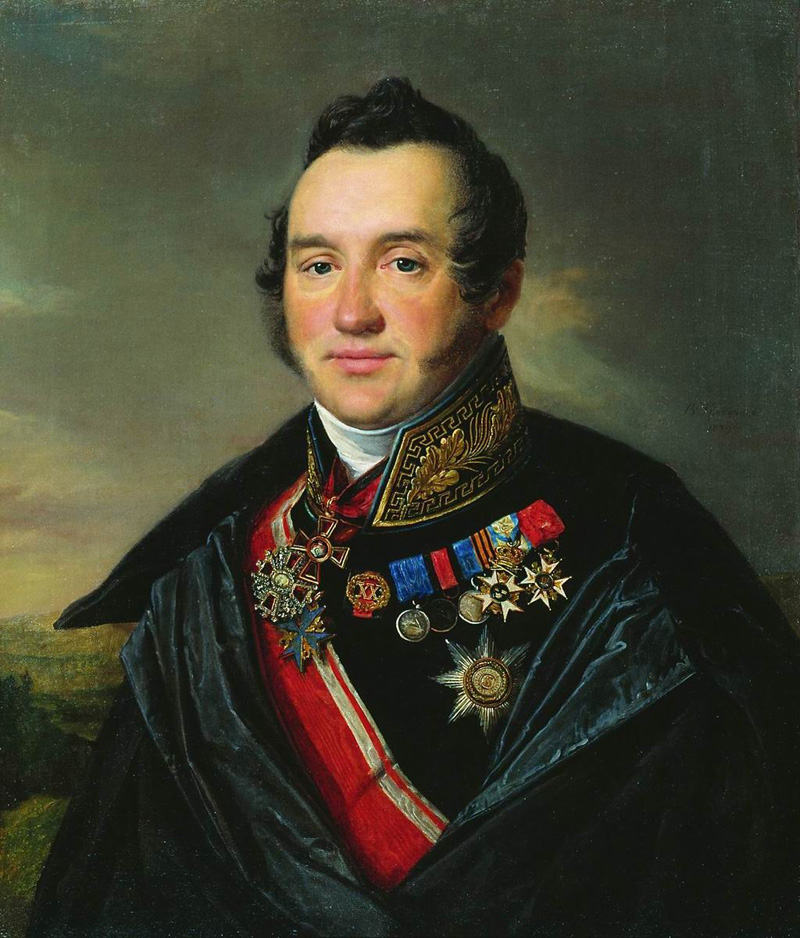
Николай Васильевич Арсеньев. Художник
В. А. Тропинин

В апреле 1815 года Прасковья Васильевна Грушецкая, жена Ивана Матвеевича Муравьева-Апостола, продала доставшееся ей в 1813 году от отца, Василия Владимировича Грушецкого, село Александрово бригадиру Ивану Степановичу Арсеньеву (1754—1830). И. С. Арсеньев отдал село Александрово своей младшей дочери Евдокии (Авдотье), вышедшей за Николая Васильевича Арсеньева (1789—1847), своего пятиюродного брата и одновременно троюродного дядю М. Лермонтова. Николай Васильевич Арсеньев, получивший село Александрово в качестве приданого за своей женой Евдокией Ивановной, в молодости имел славную боевую биографию. Во второй половине жизни служил на высоких чиновничьих должностях в провинции.
Камер-паж, сержант Преображенского полка, поручик того же полка, адъютант графа М. С. Воронцова в 1809 году. За участие в турецкой войне награждён золотой шпагой с надписью «За храбрость»; получил орден св. Владимира 4 степени с бантом в 1811 году; был в битвах под Видином, Васильевадом в 1811 году. За отличие в Отечественной войне — штабс-капитан, участник Бородинского сражения. После 1812 года участвовал в сражении под Бранебергом, при изгнании неприятеля из Погожина, при блокаде Кистрина и Магдебурга, в сражении под Лейпцигом, Ютербоном, при преследовании французов до Гробо, при занятии Лейпцига. В 1813 году — капитан, награждён орденом св. Анны 2 степени с алмазами. Затем он участвовал в сражении в Голштинии против датских войск в 1814 году, во взятии Стасона, в битве под Крадном, взятии Парижа. Он был награждён орденом св. Георгия 4 степени и иностранными орденами: «Шведского меча», прусским — «За заслуги», в 1819 году французским орденом св. Людовика, крестом ордена св. Иоанна Иерусалимского. Николай Васильевич оставался во Франции при отдельном корпусе до 1819 года, являясь с 1817 года командиром Смоленского пехотного полка. Был награждён дворянской — темнобронзовой — и военной — серебряной — медалями в память об Отечественной войне.
Уволенный со службы в 1820 году, он был определен в Верховный совет Бессарабской области от короны, в 1824 году был на должности председателя Бессарабского областного уголовного суда в 1825 году. Получил чин статского советника, орден св. Владимира 3 степени. В 1826 году назначен в штат Новороссийского и Бессарабского генерал-губернатора — для особых поручений. Он опять, через 20 лет, служил с М. С. Воронцовым. Затем был гражданским губернатором Бессарабии.
В 1830 году по прошению, Арсеньев был уволен со службы и высочайшим указом назначен почетным опекуном Московского присутствия и заведующим колонией питомцев Воспитательного дома. За свою гражданскую службу и общественную деятельность он был награждён орденом св. Станислава I степени, орденом св. Анны I степени и в 1842 году получил знак за беспорочную 25-летнюю службу, став в 1843 году тайным советником. Последнее его назначение — заведующий инвалидным домом Шереметьевой в 1843 году. Евдокия Ивановна Арсеньева пережила мужа почти на 20 лет. Вдова, в память о нём, пристроила в церкви придел Иоанна Воина (он и сейчас используется как второй «престол» и для крещения). Евдокия Ивановна провела крестьянскую реформу 1861 г., и отделила помещичью землю от крестьянских, что позволило затем И. В. Щапову купить у А. Н. Николаева (считается внебрачным сыном Н. В. Арсеньева), его наследственное имение.

### Щапов И. В.

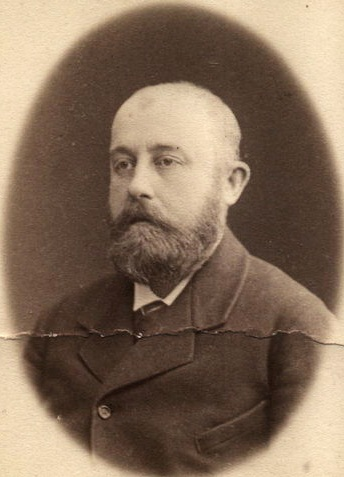
Щапов Илья Васильевич (1846—1896)

Новый период жизни села и усадьбы связан с деятельностью московского предпринимателя, совладельца фабрики и торгового дома «Братья Петр и Илья Щаповы» потомственного почётного гражданина И. В. Щапова (1846—1896). Это был первый «помещик» не дворянин, получивший имение не за службу или по наследству, а в результате покупки у наследника Арсеньева. Илья Васильевич окончил привилегированное учебное заведение — Московскую практическую академию коммерческих наук, готовившую образованных предпринимателей. После смерти отца в 1864 году старшие его сыновья создали фирму, которая включала фабрику на Немецкой улице и торговый дом, продававший не только свои ткани, но производивший оптовую торговлю на Нижегородской ярмарке и в других городах России. Располагая значительными средствами, Илья Васильевич разошёлся со старшим братом. К 1888 году Илья Васильевич решился выйти из семейной фирмы, и, поселился в своём новом имении Александрово, стал вести совсем другую жизнь, чем это было в Москве. Возможно, что в этом была заслуга его малограмотной экономки Ольги Макаровны, с которой он жил в родительском доме, но венчался уже в Александрове.
В Александрове Щапов для себя и жены построил двухэтажный дом в том русском стиле, который был тогда распространен: без колонн, но с деревянной башенкой, увенчанной шатром. Дом имеет резные наличники и такую же отделку кровли. Под башенкой находится лестничное здание с одномаршевой каменной лестницей из парка на второй этаж, стены и потолок которого покрыты росписями в античном стиле, близком к помпейской живописи.
Когда в марте 1889 году Илья Васильевич Щапов (1846—1896) оформил купчую на дом в селе Александрово у А. Н. Николаева, усадьба, к тому времени уже подзапущенная, ожила и преобразилась. Он оказался не только хорошим хозяином, но и благотворителем, и меценатом. Не успев толком обустроиться в усадьбе, Щапов первым делом начал ремонтировать пришедшую в запустение Успенскую церковь. Церковь была построена в 1779 году и в разное время (до и после Щапова) использовалась как церковь, склад удобрений, общежитие для сотрудников совхоза, тракторная мастерская, концертный зал органной музыки, снова как церковь. От её первоначального убранства сохранились лишь фрески под куполом, все старинные иконы были разломаны и сожжены в 1929 году, кроме одной чудом сохранившейся — образа Святой Троицы. По словам алтарницы Марии: «Когда из храма все вывозили, машина забуксовала, и икону подложили под колеса. По милости Божией, она уцелела, остались только следы от колес». Вторым делом — пристроил к храму уютный деревянный флигель, где устроил при церкви богадельню для бездомных старушек. Часть денег, заработанных на производстве тканей, И. В. Щапов начал вкладывать в образование крестьянских детей. Так в усадьбе стали открываться школы.
В 1892 году построена начальная двухлетняя церковно-приходская школа для мальчиков (ныне воскресная, здание сохранилось). Щапов «спонсировал» строительство каменного домика для «группы продлённого дня», в которой оставались ученики церковно-приходской александровской школы. Затем основана кружевная школа для девочек, построенная им в 1892 г.. Находилась на содержании Земства. И. В. Щапов, владелец текстильной фабрики и текстильщик по профессии, знавший технологию текстильного дела, не случайно основал кружевную мастерскую в том месте села, которое было наиболее приспособлено к условиям изготовления кружев. Школа находилась у оврага, в самом низком и влажном месте усадьбы — это важно для кружевного промысла. Девушек учили не только ремеслу, но и грамоте, давали общее начальное образование и воспитание, помимо грамоты обучали начальным знаниям по арифметике, чтению и письму, Закону Божиему и основным требованиям по личной гигиене и соблюдению чистоты. Возраст обучающихся был от 10 до 13 лет. До 1912 г. мастерская находилась в обычном крестьянском доме. После революции местный Совет решил, что кружевоплетение — это непролетарское занятие. И в конце 1919 школу закрыли. Школа возобновила свою деятельность в начале 2006 года. Сейчас потомки рода Щаповых пытаются возродить промысел.
За год до своей смерти Щапов основал в усадьбе еще и сельскохозяйственную школу (ныне музей, возглавляемый потомками рода Щаповых, библиотека, органный зал, почта, хозяйственные нужды). Построил дом для учителей, украшенный затейливой резьбой в русском стиле. По его заказу построен новый усадебный дом, (вт. половина XVIII — конец XIX в.), предположительно, по проекту архитектора Ф. О. Шехтеля. Первый этаж здания каменный, более древний. Второй — деревянный, с декоративной башенкой над одномаршевой лестницей, потолки и стены которой расписаны античными мотивами. Деревянные резные карнизы-наличники и подзоры крыши здания орнаментированы в русском стиле. Дом соединён переходом с отдельно стоящей кухней и ледником.
Благотворительная деятельность Ильи Васильевича продлилась всего семь лет. Он умер в 1896 году, а по его завещанию все его имение и 100 тысяч рублей были оставлены Министерству государственных имуществ на создание сельскохозяйственной школы для крестьян. Его жена исполнила его последнюю волю: завершила строительство на территории усадьбы сельскохозяйственной школы, открывшей свои двери 31 августа 1903 года. Курс обучения в ней, на который, кстати, набирали детей из всех сословий, в том числе и крестьян, длился четыре года: ребята и стажировались в ремесленных мастерских, и получали знания в области почвоведения и зоотехники. Благодаря тому, что школа разместилась на усадебной земле, в 1918 году Щапово не тронули — просто разогнали учеников и школа была преобразована в сельскохозяйственное училище, а в 1921 г. — в техникум. Уцелели и практически все усадебные постройки, созданные при Щапове, не вырубили липовый пейзажный парк. С 1934 г. «Щапово» было учебно-опытным хозяйством Московского зоотехнического института, а с 1936 г. перешло в ведение Московской сельскохозяйственной академии им. К. А. Тимирязева. Щаповская сельскохозяйственная школа просуществовала до 1959 года. В благодарность от местных жителей за его меценатство, а также по имени Щаповской сельскохозяйственной школы и её учебного хозяйства, территория имения последнего владельца усадьба и поселок, выросший из неё, получили название «Щапово». Сама деревня Александрово, названия не изменила, сохранив за собой первоначальной название. Название Щапово получило только часть имения, непосредственно принадлежавшее меценату.
К сожалению, прямых наследников, И. В. Щапов, так и не оставил.
А со временем в здании школы открыли музей истории усадьбы. Нынче на месте усадьбы — «Музей истории усадьбы Щапово».

## Музей истории усадьбы Александрово-Щапово
Усадьба, носящая в настоящее время название Щапово, находится под охраной как объект культурного наследия регионального значения Московской области. Она расположена в поселке, имеющем то же название — центре «Щаповского сельского поселения».

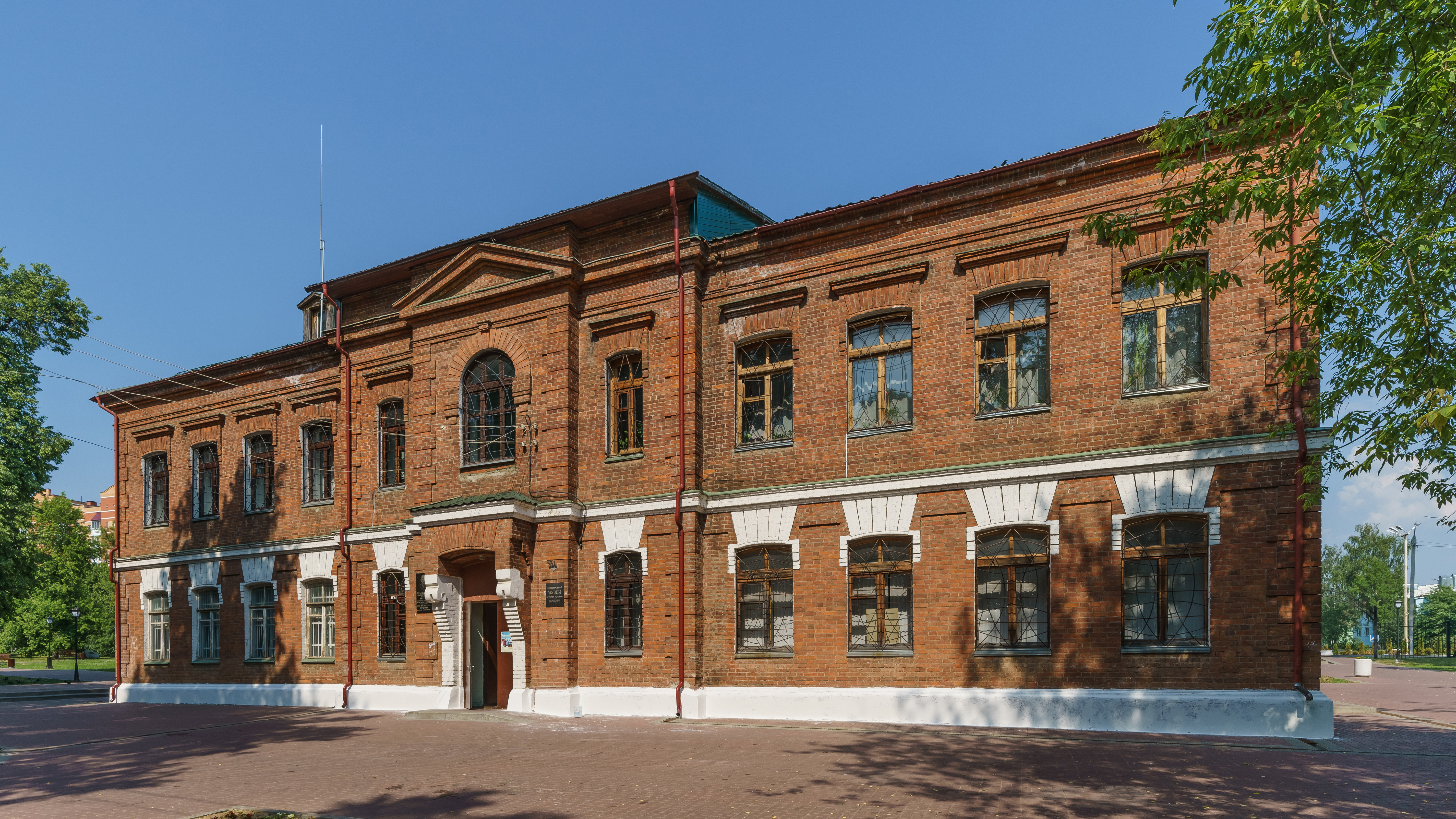
Здание музея истории усадьбы (бывшая сельскохозяйственная школа)

Музей учреждён Главой Администрации Подольского района Н. П. Москалевым и открыт 1 октября 1998 г. в мемориальном здании бывшей Щаповской сельскохозяйственной школы, основанной по завещанию последнего владельца усадьбы Ильи Васильевича Щапова и на его средства. Рядом с музеем — памятник ему, открытый в 1996 г. с надписью «благотворителю и меценату, основателю школ в селе». В 2007 г. состоялись юбилейные торжества, посвящённые 400-летию существования села Александрова — поселка Щапово, в честь чего поставлен памятный знак. Основу фондов Музея составляют материалы, собранные начиная с 1981 г. при агрофирме «Щапово» её директором М. М. Бойновичем. В музее выставлены живописные произведения, подаренные подольскими и московскими художниками. Экспозицию открывают стенды «Как изучалась история усадьбы Александрово-Щапово» (первая книга, посвящённая этой усадьбе, опубликована в 1899 г.) и «Как был создан Музей». В археологическом разделе представлены предметы из раскопок поселений в западной части Подольского района с IV—III тысячелетия до н. э. и до I тысячелетия н. э.. В отдельном зале находятся предметы крестьянского быта XIII—XIV вв. — орудия труда (прялки, маслобойки, рубели и пр.), собранные экспедицией Московского государственного университета и подаренные музею владельцами, а также старинная женская одежда и головные уборы, мебель, кухонная посуда и пр.. В музее также можно видеть столовую помещичьего дома конца XIX-начала XX вв. Центральное место этой части экспозиции занимает дубовый резной гарнитур (стол, буфет, стулья), с потолка свисает висячая керосиновая лампа, на стенах развешаны масляные и фотографические портреты и гравюры. Здесь можно увидеть столовую посуду с вензелями владельцев и пр., а также тумбовый граммофон начала XX в.. В зале, посвящённом истории усадьбы, представлены сведения о её владельцах (первые сведения о селе относятся к 1607 г., когда боярин В. П. Морозов дал его в приданое за своей дочерью), о перепланировке усадьбы при генерал-поручике В. В. Грушецком в 1770-е гг., о событиях войны 1812 г., о деятельности дипломата, академика, отца трех декабристовИ. М. Муравьева-Апостола, об участнике войны 1812 г. губернаторе Бессарабии Н. В. Арсеньеве, о трех школах в усадьбе, основанных И. В. Щаповым. Отдельные стенды рассказывают Щаповской средней школе (основана как церковно-приходская и в 1992 г. отмечала своё столетие), кружевной школе и кружевному промыслу, а также Щаповской сельскохозяйственной школе (1903—1959), учебное хозяйство которой стало основой современного молочного хозяйства «Щапово». Отдельный зал посвящён истории рода Щаповых, основателем которого был потомственный почетный гражданин И. В. Щапов.
До 2008 года должность директора музея занимал Ярослав Николаевич Щапов, (Член-корреспондент Российской Академии наук, руководитель департамента науки Российского дворянского собрания) — внучатый племянник Ильи Васильевича Щапова. Администрацией Подольского района Ярославу Николаевичу Щапову предоставлен в пожизненное пользование один из домов Щаповского музейного комплекса, в котором он проживал со своей семьёй, занимаясь активной общественной и организационной деятельностью, направленной на сохранение самой усадьбы и в целом культурно-исторического наследия своих предков.
На 2021 год генеральным директором музея является Наталья Александровна Парфенова.